# Alexis Yolou
Alexis Yolou, né vers 1950 et mort le 11 juin 1980 est un homme politique néo-hébridais.

## Biographie

### Jeunesse et entrée en politique
Il naît dans le village de Lowanatom sur l'île de Tanna dans ce qui est alors le condominium franco-britannique des Nouvelles-Hébrides, actuel Vanuatu. Scolarisé à l'École des pères catholiques de Montmartre à Port-Vila, « parfait francophone », il poursuit ensuite son enseignement supérieur en France,. Il y rencontre le géographe Joël Bonnemaison ; les deux hommes deviennent de proches amis, et Alexis Yolou lui fait par la suite découvrir Tanna.
De retour aux Nouvelles-Hébrides, il devient membre de l'Union des communautés des Nouvelles-Hébrides (UCNH), mouvement autochtone francophone constitué en réponse au Vanua'aku Pati, mouvement nationaliste dominé par les anglophones. Tandis que le Vanua'aku Pati, sous la direction de Walter Lini, milite pour un accès rapide des Nouvelles-Hébrides à l'indépendance, l'UCNH prône un transfert de pouvoirs plus progressif de la part des autorités coloniales, « afin de préparer cette transition dans de meilleures conditions ». En 1977 il est nommé à la tête de la branche du parti à Tanna, et y travaille en coopération avec le mouvement millénariste John Frum, également opposé à une indépendance qui placerait toutes les îles du pays sous le contrôle du Vanua'aku Pati.
C'est comme représentant du mouvement John Frum qu'il est élu député de Tanna à l'Assemblée représentative aux élections législatives de novembre 1979, mais il demeure associé dans le même temps au Parti modéré, nouveau nom de l'UCNH,. Comme les autres membres du Parti modéré, il boycotte l'Assemblée dominée par le Vanua'aku Pati, affirmant que les élections ont été truquées. Début 1980, les membres du mouvement John Frum refusent l'indépendance programmée d'un État unitaire néo-hébridais, et proclament l'indépendance séparée de Tanna et des îles avoisinantes dans le sud de l'archipel, l'appelant « nation Taféa ».

### Assassinat
À la demande du gouvernement de Walter Lini, les forces britanniques procèdent à l'arrestation de bon nombre de militants tannais. Le 11 juin à 3 heures du matin, des membres du Parti modéré, menés par Alexis Yolou, s'approchent du poste de police où ils sont détenus. Les ayant vu venir, des membres du Vanua'aku Pati les attendent aux côtés de policiers autochtones et du ministre des Affaires sociales, Willie Korisa. Yolou et Korisa se saluent et discutent, Yolou demandant la libération des prisonniers et Korisa refusant. Yolou retourne à ses camarades et leur enjoint de quitter les lieux au moins provisoirement. Des hommes armés du Vanua'aku Pati ouvrent alors le feu sur les hommes du Parti modéré, blessant treize d'entre eux, dont Yolou. Les circonstances exactes de la mort de ce dernier sont imprécises, mais son cadavre examiné quelques heures plus tard porte plusieurs traces de balles de fusil à pompe (une balle dans le dos, une à l'avant du torse, et une « tirée de haut en bas, entrée à la base du cou et arrêtée au niveau de la colonne vertébrale ») ainsi qu'une blessure à l'arme contondante à l'arrière du crâne, amenant le médecin légiste à conclure qu'il a été frappé alors qu'il gisait à terre après avoir été abattu. Il est le seul mort de cet événement, malgré des blessures graves parmi ses camarades,. 
Déposant leurs témoignages à la gendarmerie française, ses camarades dont Charley Nako affirment que Willie Korisa a ordonné aux militants du Vanua'aku Pati d'ouvrir le feu. De son côté, Jimmy Stevens, chef du mouvement sécessionniste de l'île d'Espiritu Santo, blâme les églises presbytériennes, dont sont issues bon nombre des cadres du Vanua'aku Pati, pour le climat de violence ayant entraîné la mort du jeune homme, et ajoute : « je puis assurer la famille d'Alexis Yolou que je ne pardonnerai 
jamais cette mort ». Le gouvernement auto-proclamé de Jimmy Stevens à Santo renomme le boulevard Higginson de Luganville en boulevard Alexis Yolou.
Environ mille personnes assistent à ses obsèques à la cathédrale du Sacré-Cœur de Port-Vila, trop petite pour qu'ils puissent tous y entrer. Ses partisans le considèrent comme « un martyr [de] la défense des lois coutumières dont les Britanniques et le gouvernement de M. Walter Lini veulent la disparition ». Jean-Jacques Robert, le commissaire-résident français aux Nouvelles-Hébrides (chef de la partie française de l'administration coloniale), se rend à Lowanatom, présente personnellement ses condoléances à la famille d'Alexis Yolou, et remet à sa veuve 100 000 francs des Nouvelles-Hébrides, au nom de Paul Dijoud, le secrétaire d'État aux départements et territoires d'outre-mer du gouvernement français, « pour l’aider à élever ses enfants ».
Le procureur général de la colonie, Graeme McKay, fait interdire le numéro du journal francophone Jeune Mélanésie qui accuse des militants du Vanua'aku Pati d'avoir assassiné le jeune homme de 30 ans, puis publie son rapport. Il estime qu'Alexis Yolou a soit été assassiné, soit été victime de coups et blessures, mortellement atteint puis abandonné à son sort. Il reconnaît la présence illégale d'hommes en armes membres du Vanua'aku Pati sur les lieux du drame mais sans pouvoir accuser qui que ce soit précisément de cet homicide. Personne n'est arrêté. Le commissaire-résident français Jean-Jacques Robert dira par la suite qu'il est certain qu'Alexis Yolou a été assassiné par un membre du Vanua'aku Pati. Avec la mort de Yolou, le mouvement sécessionniste de Tanna s'estompe,,.
Les Nouvelles-Hébrides deviennent indépendantes en juillet 1980, devenant la république de Vanuatu. Le siège d'Alexis Yolou au Parlement demeure vacant jusqu'à la tenue en septembre 1982 d'une élection partielle, remportée par le candidat de l'Union des partis modérés, Jean-Marie Léyé,.
La rue Alexis Yolou porte son nom dans son village natal de Lowanatom. En 2017, le président de la République, Tallis Obed Moses, visite sa sépulture dans ce village et qualifie étrangement Alexis Yolou de « pionnier de la lutte pour l'indépendance » du Vanuatu.